# 安福宪法
安福宪法，又称民八宪草，是中華民國一部流产的宪法。
1918年12月27日，安福国会参众两院各选议员30人，联合组成宪法起草委员会。1919年1月6日宪法起草委员会正式开会，议决1913年的《天坛宪法草案》不适用，另行起草新宪法。同日指定宪法大纲起草员5人，至1月13日宪法大纲获得通过，然后着手起草宪法条文。
自1918年12月27日开始至1919年8月12日止，宪法起草委员会共开会26次，议决宪法草案101条。8日12日是安福国会成立的一周年，宪法起草委员会终于完成《中华民国宪法草案》（简称“民八宪草”）。9月19日开谈话会整理宪法草案说明书，但是因为吴佩孚坚持从湖南撤兵北归，直皖矛盾加剧，民八宪草始终没有能在参众两院进行审议，直到安福国会解散，民八宪草终归流产。